# Basilika Unbeflecktes Herz Mariä (Santiago de Chile)

Basilika Unbeflecktes Herz Mariä

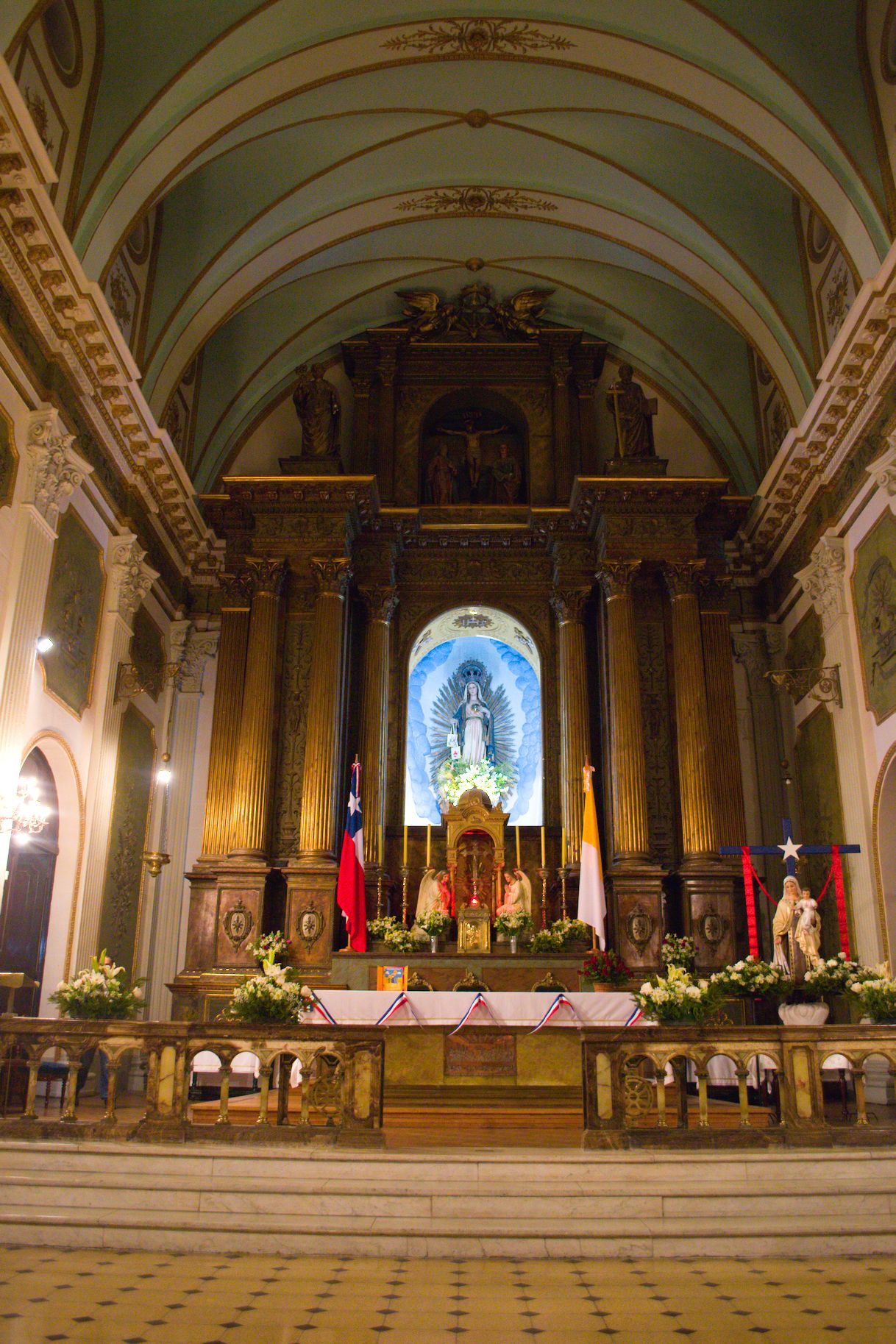
Innenraum der Basilika

Die Basilika Unbeflecktes Herz Mariä (spanisch Basílica del Corazón de María) ist eine römisch-katholische Kirche in der chilenischen Hauptstadt Santiago. Die zum Erzbistum Santiago de Chile gehörende Kirche mit dem Patrozinium des Unbefleckten Herzens Mariä trägt den Titel einer Basilica minor.

## Geschichte
Im Jahr 1870, nach der Revolution von 1868 in Spanien, kamen sieben Mitglieder des Ordens der Herz-Marien-Missionare nach Chile und errichteten zwei Jahre später eine Kapelle in Santiago.
Am 5. März 1876 begann der Bau der heutigen Kirche nach Plänen des Architekten und Claretinerpriesters José Viladrich und unter der Leitung des Priesters Pedro Más. Die Kirche wurde am 7. Dezember 1879 durch Bischof Joaquín Larraín Gandarillas dem Herzen Mariens geweiht.
Um 1910 wurde ein Bild des Heiligen Judas Thaddäus in Spanien erworben. Das Bild wurde auf einen Altar aufgestellt, der aus der Kapelle der Oratorianer in Santiago stammte, die die Stadt verlassen mussten. Im Jahr 1922 wurde die erste Novene am Heiligtum des Judas Thaddäus gebetet.
Im Jahr 1928 wurde die Kirche zum Sitz der Pfarrei Herz Mariens bestimmt. Ein Jahr später wurde die Kirche aus Anlass ihrer Fünfzigjahrfeier von Papst Pius XI. als erste mit diesem Patrozinium in den Rang einer Basilica minor erhoben.
Die Basilika wurde 1987 zum Nationaldenkmal von Chile in der Kategorie des historischen Denkmals erklärt. Nach dem Erdbeben im Jahr 2010 wies die Basilika schwerwiegende strukturelle Schäden auf, so dass sie in etwa zwei Jahre dauernde Arbeiten restauriert werden musste. Am 18. März 2012 wurde sie schließlich von Erzbischof Ricardo Ezzati Andrello wiedereröffnet.

## Beschreibung
Die dreischiffige Basilika wurde auf kreuzförmigem Grundriss aus Ziegelsteinen im Stil der Neorenaissance und des Klassizismus errichtet. Sie misst bei einer Länge von 55 Metern eine Breite von 27 Metern und 17 Meter Höhe. Das Mittelschiff ist mit einem Tonnengewölbe mit Stichkappen ausgeführt, die niedrigen Seitenschiffe sind durch Säulenreihen abgeteilt und besitzen Flachdecken. Die Türme setzen seitlich auf der Fassade auf, sie haben jeweils einen achteckigen Grundkörper mit einem aufgesetzten Glockenturm.
Auf dem Hauptaltar befindet sich das 3,70 Meter hohe Altarbild des Herzens Mariens, das in Spanien in Holz geschnitzt und 1898 installiert wurde. Es wurde am 3. September 1950 von Kardinal José María Caro gekrönt. Die Basilika besitzt außerdem acht Seitenaltäre. Unter den Buntglasfenstern ist das Rosettenfenster im Chor mit seiner Darstellung des Herzen Mariens von Bedeutung.